# 文化の家 (フィンランド)

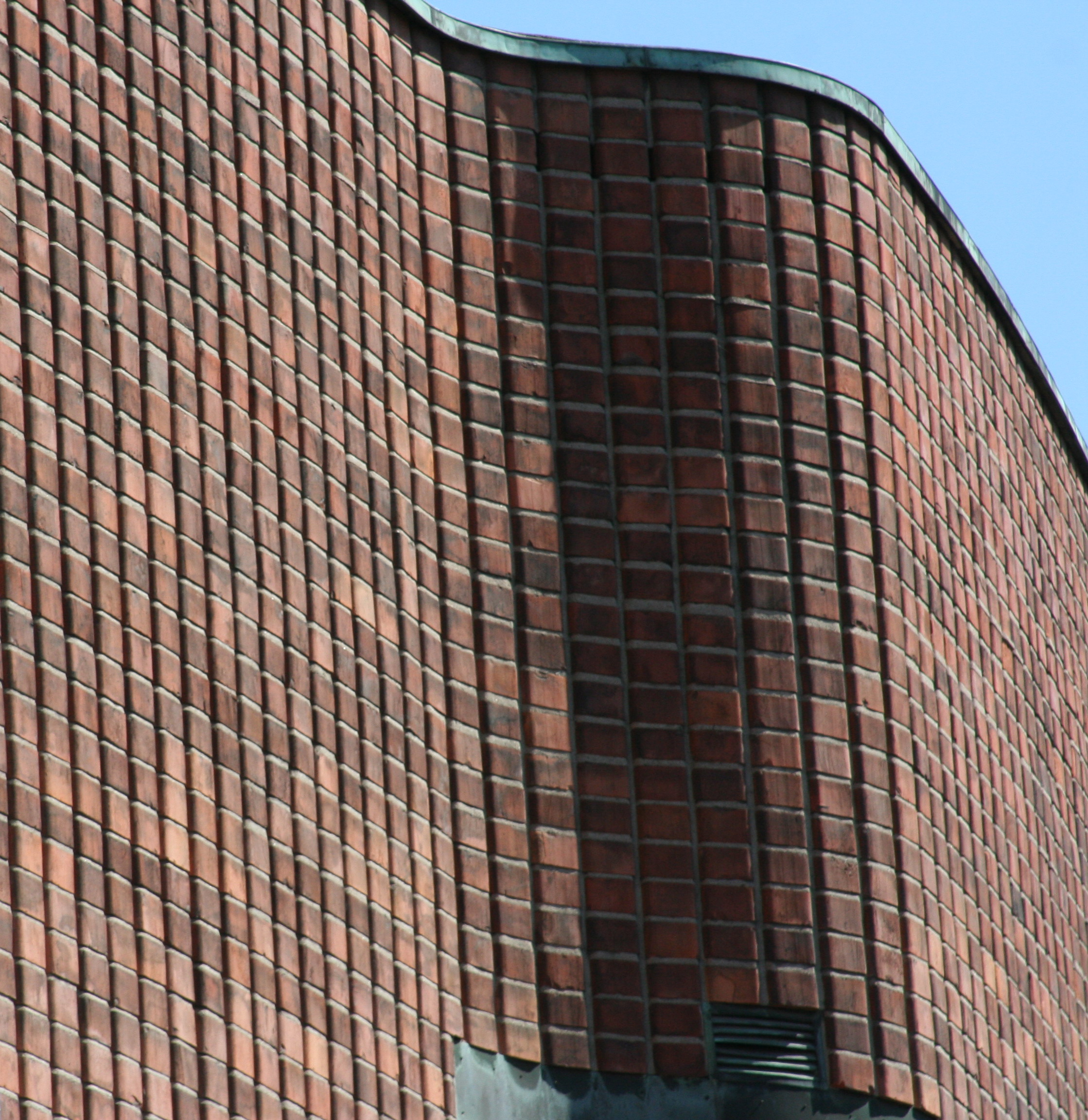
ファサードのレンガ

文化の家（ぶんかのいえ、英: House of Culture）またはクルトゥーリタロ（フィンランド語: Kulttuuritalo）は、フィンランドにある建築物である。ヘルシンキのアルッピラ地区（en:Alppila）のストゥレンカトゥ通り（fi:Sturenkatu）4番地に所在する。戦後モダニズム建築に分類される。設計は、建築家アルヴァ・アールトによる。文化会館ともいう。

## 来歴
1951年、文化の家の建設を管理・監督する会社として、Helsingin Kulttuuritalo Oy が設立されている。アールトは、フィンランド国民年金協会の本部ビルを設計したときに知り合ったフィンランド共産党の政治家、マッティ・ヤンフネン（fi:Matti Janhunen）から、フィンランド人民民主同盟（en:Finnish People's Democratic League）の本部の他に、文化センターや協会施設といった機能を合わせもつ複合施設の設計を、1952年に依頼される。同年、詳細な設計のドラフトが、アールトによって作成された。
1955年、建設工事が開始される。建設工事には、5,000人を超える人々が携わったとされ、多くはボランティアで行われた。1958年、建設工事が完成される。1980年代の末までに、幾度か改修工事が実施されている。1989年、建造物保護法が適用される。2013年、リノベーション工事が行われている。

## 構造
文化の家を構成する主な棟は、コンサートホール棟と事務室棟であり、これらの2棟は、敷地の通り側ではキャノピーによって、敷地の奥では講義室棟によって接続されている。
コンサートホール棟は、扇状に広がっており、1,500席以上の席をもつコンサートホールの他に、劇場やレストランを有している。この棟のファサードは凸状になっており、アールトによって開発された特殊な曲線形状のレンガが用いられている。
事務室棟は、5階建てであり、会議室などを有している。この棟は、直方体の形状をしており、銅板で仕上げられている。講義室棟は、中央棟とも呼ばれ、講義室やロビーなどを有している。
キャノピーは、60メートルほどの長さをもち、キャノピーを支える柱には、圧延鋼材が剥き出しのまま用いられている。コンサートホール棟と事務室棟に挟まれた空間は、中庭になっており、講義室やクラブ室への入口の他に、レストランへの入口がある。中庭には、彫刻家ヴァイノ・アールトネンの手になる青銅製の彫刻作品がある。この彫刻は、文化の家の模型を持っている手をかたどったものである。